# العلاقات الفلسطينية الكويتية
قبل حرب الخليج الثانية بلغ عدد الفلسطينيين 400 ألف من مجموع سكان الكويت البالغ عددهم مليوني نسمة، وكان حوالي 200 ألف منهم ولدو في الكويت أو عاشو فيها معظم حياتهم حيث أن هناك من الفلسطينيين في الكويت من 3 أجيال. بدأت العلاقات المبكرة في عام 1936، حيث أرسل المفتي الحاج أمين الحسيني بعثة فلسطينية لتعليم أبناء الكويت، ولاحقا وصل الفلسطينيون إلى الكويت بكثافة في ثلاث مراحل مختلفة: 1948 و 1967 و 1975، وشكلت الكويت من أبرز البلاد التي أفسحت المجال أمام الفلسطينيين إليها، ووفرت لهم فرص العمل والعيش ووجدوا فيها حرية نسبية مقارنة بغيرها من البلدان العربية. في الثمانينيات شكل العرب الفلسطينيون الجزء الأكبر من القوى العاملة. تعكرت العلاقات الكويتية بالفلسطينيين خلال حرب الخليج الثانية، فبالرغم من دور الوسيط الذي حاول رئيس منظمة التحرير الفلسطينية لعبه خلال الأزمة العراقية-الكويتية وأثناء الغزو العراقي للكويت، إلا انه ومع بدء عملية عاصفة الصحراء في يناير كانون ثاني 1991 صاغت منظمة التحرير بيانات اعتبرت فيها الهجمات على العراق «تتجاوز كثيرا حدود القرار الذي اصدره مجلس الأمن الدولي» وأن الهجوم على العراق «خطرا غاشما» و«عدوانا» يستوجب التصدي، إلا أنه وفي غمرة الهجمات في فبراير 1991، قام رئيس منظمة التحرير الفلسطينية آنذاك ياسر عرفات بزيارة لبغداد اكد فيها «موقف الشعب الفلسطيني ومنظمة التحرير الفلسطينية الحازم إلى جانب العراق وفي الخندق المشترك في معركة الدفاع عن العراق وفلسطين والأمة العربية»:124، غادر 200 ألف فلسطيني الكويت لأسباب مختلفة (الخوف من الاضطهاد ونقص الغذاء وصعوبات الرعاية الطبية والنقص المالي والخوف من الاعتقال وسوء المعاملة عند الحواجز من قبل العراقيين). بعد حرب الخليج عام 1991 فر ما يقرب من 200 ألف فلسطيني من الكويت ويرجع ذلك جزئيا إلى الأعباء الاقتصادية ولوائح الإقامة والخوف من إساءة استخدام قوات الأمن الكويتية. كانت هذه السياسة التي أدت جزئيا إلى هذا النزوح ردا على موقف رئيس منظمة التحرير الفلسطينية ياسر عرفات من صدام حسين والغزو العراقي للكويت.
في 15 أبريل 2013، أعاد رئيس السلطة الوطنية الفلسطينية محمود عباس افتتاح سفارة فلسطين بالكويت بعد إغلاق دام 22 عاما.

## تبادل السفراء
في 1 مارس 2023: منح الرئيس الفلسطيني محمود عباس سفير الكويت غير المقيم لدى دولة فلسطين عزيز رحيم الديحاني نجمة القدس من وسام القدس وذلك لمناسبة انتهاء مهمته لدى دولة فلسطين.